# 山口師範学校
山口師範学校 （やまぐちしはんがっこう） は第二次世界大戦中の1943年 （昭和18年） に、山口県に設置された師範学校である。
本項は、山口県師範学校・山口県女子師範学校などの前身諸校を含めて記述する。

## 概要
1874年 （明治7年） 設立の「教員試験所 （授業伝習所）」を起源とし、数回の改称・改編を経て1943年（昭和18年）に県立の山口県師範学校（男子校）と山口県女子師範学校の2校が統合・官立（国立）移管の上「官立山口師範学校」（男子部・女子部）となった。
第二次世界大戦後の学制改革で1949年（昭和24年）に発足した新制「山口大学教育学部」の前身の一つとなり、山口師範学校は新制大学に包括され「山口大学山口師範学校」として存続。1951年（昭和26年）に最後の在校生の卒業とともに廃止された。同窓会は 「財団法人山口大学教育学部同窓会」 と称し、旧制・新制合同の会となる。後に結成される山口大学教育学部同窓会「時雍会」へと受け継がれる。

## 沿革

### 県立期
教員試験所、山口県教員養成所
- 1874年（明治7年）
  - 4月 - 山口に「教員試験所（授業伝習所）」が設置される。附属小学校を設置。（山口大学教育学部附属山口小学校・中学校の起源）
  - 10月 - 「山口県教員養成所」と改称。

旧旧・山口県師範学校、旧・山口師範学校
- 1877年（明治10年）3月 - 「山口県師範学校」と改称。
- 1878年（明治11年）- 亀山南麓の新校舎（現・山口市役所付近）に移転。
- 1884年（明治17年）6月 - 女子師範科 （3年制） を設置。 （1895年（明治28年）頃に廃止）。
- 1885年（明治18年）1月 - （県立）「山口師範学校」と改称。

山口県尋常師範学校
- 1886年（明治19年）8月 - 師範学校令により「山口県尋常師範学校」と改称。本科の修業年限を4年制とする。

旧・山口県師範学校、山口県山口師範学校、山口県師範学校
- 1898年（明治31年）4月 - 師範教育令により「山口県師範学校」と改称。
- 1908年（明治41年）4月 - 本科第一部 （4年制）・本科第二部 （1年制、中学卒対象） を設置。
- 1909年（明治42年）- 小学校講習科（2年制）を設置。
- 1912年（明治45年／大正元年）- 女子講習科を設置。
- 1914年（大正3年）4月 - 県内に新たに師範学校（山口県室積師範学校）が開校し、それと区別するため「山口県山口師範学校」と改称。在校生のうち73名が室積師範に転出。
- 1915年（大正4年）4月 - 農業教員養成所[1]を併設。
- 1919年（大正8年）- 女子本科第二部設置。
- 1920年（大正9年）4月 - 山口県室積師範学校の女子師範学校転換に伴い、男子生徒 197名を編入の上、「山口県師範学校」に復称。
- 1923年（大正12年）4月 - 女子本科第二部在校生を山口県女子師範学校に編入。
- 1925年（大正14年）4月 - 本科第一部の修業年限を4年制から5年制に延長。
- 1931年（昭和6年）4月 - 本科第二部の修業年限を1年制から2年制に延長。
- 1941年（昭和16年）4月1日 - 国民学校令により、附属小学校を附属国民学校に改称。尋常科を初等科に改称。

山口県室積師範学校、山口県女子師範学校
- 1914年（大正3年）4月 - 熊毛郡室積町（現・光市室積） に「山口県室積師範学校」が開校。山口師範から73名が転入。
- 1915年（大正4年）- 附属小学校を設置。（山口大学教育学部附属光義務教育学校の起源）
- 1920年（大正9年）4月 - 「山口県女子師範学校」と改称。家事裁縫科教員養成所（半年制）を併設。これに伴い、男子生徒は山口県師範学校に編入。
- 1921年（大正10年）4月 - 併置の家事裁縫科教員養成所を山口県立女子実業補習学校教員養成所[2]と改称し、修業年限を半年から1年に延長。
- 1925年（大正14年）4月 - 本科第一部の修業年限を4年制から5年制に延長。
- 1931年（昭和6年）4月 - 本科第二部の修業年限を1年制から2年制に延長。
- 1941年（昭和16年）4月1日 - 国民学校令により、附属小学校を附属国民学校に改称。尋常科を初等科に改称。

### 官立（国立）期
山口師範学校
- 1943年（昭和18年）4月1日 - 山口県師範学校と山口県女子師範学校を統合・官立（国立）移管の上、「官立山口師範学校」を設置。
  - 旧・山口県師範学校校舎（山口市）を「男子部」、旧・山口県女子師範学校校舎（光市）を「女子部」とする。
- 1947年（昭和22年）4月1日 - 学制改革（六・三制の実施）
  - 附属国民学校の初等科を附属小学校に復称。
  - 附属国民学校の高等科を改編し、附属中学校（新制中学校）を設置。
- 1949年（昭和24年）5月31日 - 「新制山口大学」が発足。
  - 山口師範学校は山口青年師範学校と共に教育学部の母体として包括され、最後の在学生が卒業するまで「山口大学山口師範学校」の形で存続。
  - 女子部校舎が光分校となる。 （1957年（昭和32年）3月廃止）
- 1951年（昭和26年）3月31日 - 山口師範学校が廃止される。附属小学校・中学校を教育学部に移管。

## 歴代校長
山口県師範学校（前身諸校を含む）
- 所長： 今田純一 （  - 1875年9月）

以下、校長
- 長屋又輔 （  - 1883年（明治16年）3月）
- 上司淵蔵 （1890年（明治23年）5月28日 - 1896年（明治29年）9月14日）
- 河内信朝 （1896年（明治29年）9月14日 - 1897年（明治30年）8月20日）
- 柳生寧成 （代理、1897年（明治30年）8月 - 1897年（明治30年）9月）
- 青山正夫 （1897年（明治30年）10月1日 - 1902年（明治35年）12月31日）
- 大田義弼 （1903年（明治36年）2月19日 - 1904年（明治37年）6月30日）
- 中山民生 （1904年（明治37年）6月30日 - 1907年（明治40年）6月14日）
- 小柳三郎 （1907年（明治40年）6月14日 - 1911年（明治44年）5月5日）
- 広瀬為四郎 （1911年（明治44年）5月5日 - 1915年（大正4年）4月27日）
- 豊田潔臣 （1915年（大正4年）4月27日 - 1916年（大正5年）9月20日）
- 菊池俊諦 （1916年（大正5年）9月20日 - 1918年（大正7年）10月）
- 八木光貫 （1918年（大正7年）10月 - ? ）
- 蟹江虎五郎 （1920年（大正9年）4月 - 1921年（大正10年）9月）
- 西山績 （1921年（大正10年）9月 - 1926年（大正15年）3月）
- 真崎誠 （1926年（大正15年）3月 - 1928年（昭和3年）12月）
- 島田民治 （1928年（昭和3年）3月 - 1932年（昭和7年）3月）
- 山本昇 （1932年（昭和7年）3月 - 1938年（昭和13年）4月）
- 苦瓜恵三郎 （1938年（昭和13年）4月 - 1941年（昭和16年）6月）
- 山本隆一 （1941年（昭和16年）6月 - 1943年（昭和18年）3月）

山口県室積師範学校・山口県女子師範学校
- 桜井賢三 （1914年（大正3年）2月3日 - 1919年（大正8年）6月）
- 永島意之助 （1920年（大正9年）6月 - 1922年（大正11年）3月）
- 越田三郎 （1922年（大正11年）6月 - 1926年（大正15年）1月）
- 仁科染三 （1926年（大正15年）3月 - 1932年（昭和7年）3月）
- 前田元次 （1932年（昭和7年）3月 - 1936年（昭和11年））
- 山本隆一 （1936年（昭和11年）3月 - 1941年（昭和16年）6月）
- 河合祥吾 （1941年（昭和16年）6月 - 1943年（昭和18年）3月）

官立山口師範学校
- 三田主市 （1943年（昭和18年）4月1日[3] - 1945年（昭和20年）7月25日[4]）- 前・埼玉県師範学校校長
- 井上宮久 （1945年（昭和20年）7月25日[4] - 1948年（昭和23年）9月6日）- 愛媛師範学校校長に転じた。
- 山本隆一 （1948年（昭和23年）9月6日 - 廃校 ）- 前・愛媛師範学校校長。新制山口大学教育学部初代学部長事務取扱

## 校地の変遷と継承
山口師範学校男子部
前身の山口県師範学校から引き継いだ山口市亀山町の校地を使用した。同校地は後身の新制山口大学教育学部に継承され、1972年（昭和47年）に現在の吉田校地 （吉田キャンパス） に統合移転するまで使用された。亀山校地の跡地は、現在は山口市役所となっている。
山口師範学校女子部
前身の山口県女子師範学校から引き継いだ光市室積の校地を使用した。同校地は後身の新制山口大学教育学部に継承され光分校となったが、1957年（昭和32年）3月に廃止された。山口大学教育学部附属光小学校・山口大学教育学部附属光中学校は、2025年（令和7年）4月に山口大学教育学部附属光義務教育学校に改組され、引き続き光市に立地している。

## 著名な出身者
- 安野光雅（画家、研究科修了）
- 笹村吉郎（新潟鐵工所社長、日本におけるディーゼル機関の先駆的開発者）
- 成瀬仁蔵 （女子教育者）
- 二木謙吾（教育者、参議院議員）
- 本田乙之進（教育者、台南師範学校学校長）
- 久芳庄二郎（教育者、衆議院議員）

## 関連文献
- 山口大学教育学部同窓会（編）　『山口大学教育学部同窓会誌』　山口大学教育学部同窓会、1983年（昭和58年）2月。
- 『官報』